# 4a Flota Aèria (Alemanya)
La 4a Flota Aèria (alemany: Luftflotte 4) va ser una de les principals unitats de la Luftwaffe alemanya durant la Segona Guerra Mundial. Va ser creada el 18 de març de 1939 a partir del Luftwaffenkommando Österreich (Comandament austríac de la Luftwaffe) a Viena. El 21 d'abril de 1945 passà a ser denominada Luftwaffenkommando 4, quedant subordinada a la Luftflotte 6.

## Història
La 4a. Flota Aèria va ser creada el 18 de març de 1939 del Comandament de la Flota Aèria Austríaca, que es va formar després de l'annexió d'Àustria al Tercer Reich el 12 de març de 1939. Durant la campanya de Polònia, va actuar a la zona del Heeresgruppe Süd.
No va estar activa en les campanyes posteriors a Europa del nord i occidental. Només durant la campanya dels Balcans es van col·locar associacions més grans sota ella. Al començament de l'atac a Iugoslàvia del 6 d'abril de 1941, la 4a. Flota Aèria va bombardejar la capital Iugoslava, Belgrad. Segons informació iugoslava, van morir 2.271 persones i 9000 edificis van ser destruïts o malmesos
Durant el desembarcament aeri a l'illa de Creta, la Luftflotte 4 4 tenia el seu únic comandament, de manera que també estava sotmesa a unitats de l'exèrcit.
Durant l'atac a la Unió Soviètica, la 4a Flota Aèria es va desplegar al Grup d'Exèrcits Sud. Va romandre al front oriental fins al final de la guerra, amb base a Romania, Bulgària, el sud-est de Polònia, Hongria, Ucraïna i d'altres territoris soviètics. El 21 d'abril de 1945 es va canviar el nom pel de 4t. Comandament de la Luftwaffe.

## Comandants
- Generaloberst Alexander Löhr, 18 de març de 1939 – 20 de juliol de 1942[5]
- Generalfeldmarschall Wolfram Freiherr von Richthofen, 20 de juliol de 1942 – 4 setembre de 1943[5]
- Generaloberst Otto Deßloch, 4 de setembre de 1943 – 17 d'agost de 1944[5]
- Generalleutnant Alexander Holle, 25 d'agost de 1944 – 27 setembre de 1944[5]
- Generaloberst Otto Deßloch, 28 de setembre de 1944 – 21 d'abril de 1945[5]

### Caps d'Estat Major
- Oberst Günther Korten, 18 de març de 1939 – 19 de desembre de 1939
- Oberst Herbert Olbrich, 19 de desembre de 1939 – 21 de juliol de 1940
- Obstlt Andreas Nielsen, 21 de juliol de 1940 – 3 de novembre de 1940
- Oberst Richard Schimpf, 4 de novembre de 1940 – 15 de gener de 1941
- Generalleutnant Günther Korten, 15 de gener de 1941 – 12 d'agost de 1942
- Oberst Hans-Detlef Herhudt von Rohden, 24 d'agost de 1942 – 23 de febrer de 1943
- Oberst Karl-Heinrich Schulz, 1 de març de 1943 – 25 de març de 1943
- General Otto Deßloch, 26 de març de 1943 – 3 setembre de 1943
- Generalmajor Karl-Heinrich Schulz, 3 de setembre de 1943 – 21 d'abril de 1945